# Dwudziesty czwarty rząd Izraela
Dwudziesty czwarty rząd Izraela – rząd Izraela, sformowany 11 czerwca 1990, którego premierem został Icchak Szamir z Likudu. Rząd został powołany przez koalicję mającą większość w Knesecie XII kadencji, po upadku rządu zgody narodowej (Koalicja Pracy, Likud, Mafdal), którego premierem był również Szamir. Dwudziesty czwarty rząd funkcjonował do 13 lipca 1992, kiedy to powstał rząd premiera Icchaka Rabina.